# Pholetiscus orientalis
Pholetiscus orientalis is een eenoogkreeftjessoort uit de familie van de Canthocamptidae. De wetenschappelijke naam van de soort is voor het eerst geldig gepubliceerd in 1947 door Humes.